# رامون مارتينيز دي باز
رامون مارتينيز دي باز (بالإسبانية: Ramon De Paz) هو لاعب كرة قدم سلفادوري في مركزي قلب الدفاع والدفاع، ولد في 10 فبراير 1981 في أوسولوتان في السلفادور. لعب مع نادي أليانزا ‏.